# Lone
Lone er et pigenavn, som er en nyere dansk kortform af Abelone, Magdelone.

## Kendte personer med navnet
- Lone Aburas, dansk forfatter.
- Lone Dybkjær, dansk radikal politiker.
- Lone Frank, dansk videnskabsjournalist, forfatter og ph.d. i neurobiologi.
- Lone Hansen, dansk direktør for Team Danmark.
- Lone Helmer, dansk skuespiller.
- Lone Hertz, dansk skuespiller.
- Lone Kellermann, dansk sanger og skuespiller.
- Lone Lindorff, dansk skuespillerinde og billedkunstner.
- Lone Luther, dansk skuespiller.
- Lone Scherfig, dansk filminstruktør.

## Navnet anvendt i fiktion
- Ang.: Lone er en dansk film fra 1970 instrueret af Franz Ernst.
- "Kære Lone" er en sang af Shu-bi-dua på albummet Shu-bi-dua 13 fra 1992.
- Lone er en figur i filmen Send mere slik fra 2001, spillet af Marie Katrine Rasch.